# HD 50235
HD 50235 är en ensam stjärna belägen i den mellersta delen av stjärnbilden Akterskeppet. Den har en skenbar magnitud av ca 4,99 och är svagt synlig för blotta ögat där ljusföroreningar ej förekommer. Baserat på parallaxmätning inom Hipparcosuppdraget på ca 4,0 mas, beräknas den befinna sig på ett avstånd på ca 820 ljusår (ca 250 parsek) från solen. Den rör sig bort från solen med en heliocentrisk radialhastighet på ca 30 km/s.

## Egenskaper
HD 50235 är en orange till gul jättestjärna av spektralklass K5 III. Den har en radie som är ca 44 solradier och har ca 1 185 gånger solens utstrålning av energi från dess fotosfär vid en effektiv temperatur av ca 4 400 K.